# 施馬爾卡爾登聯盟

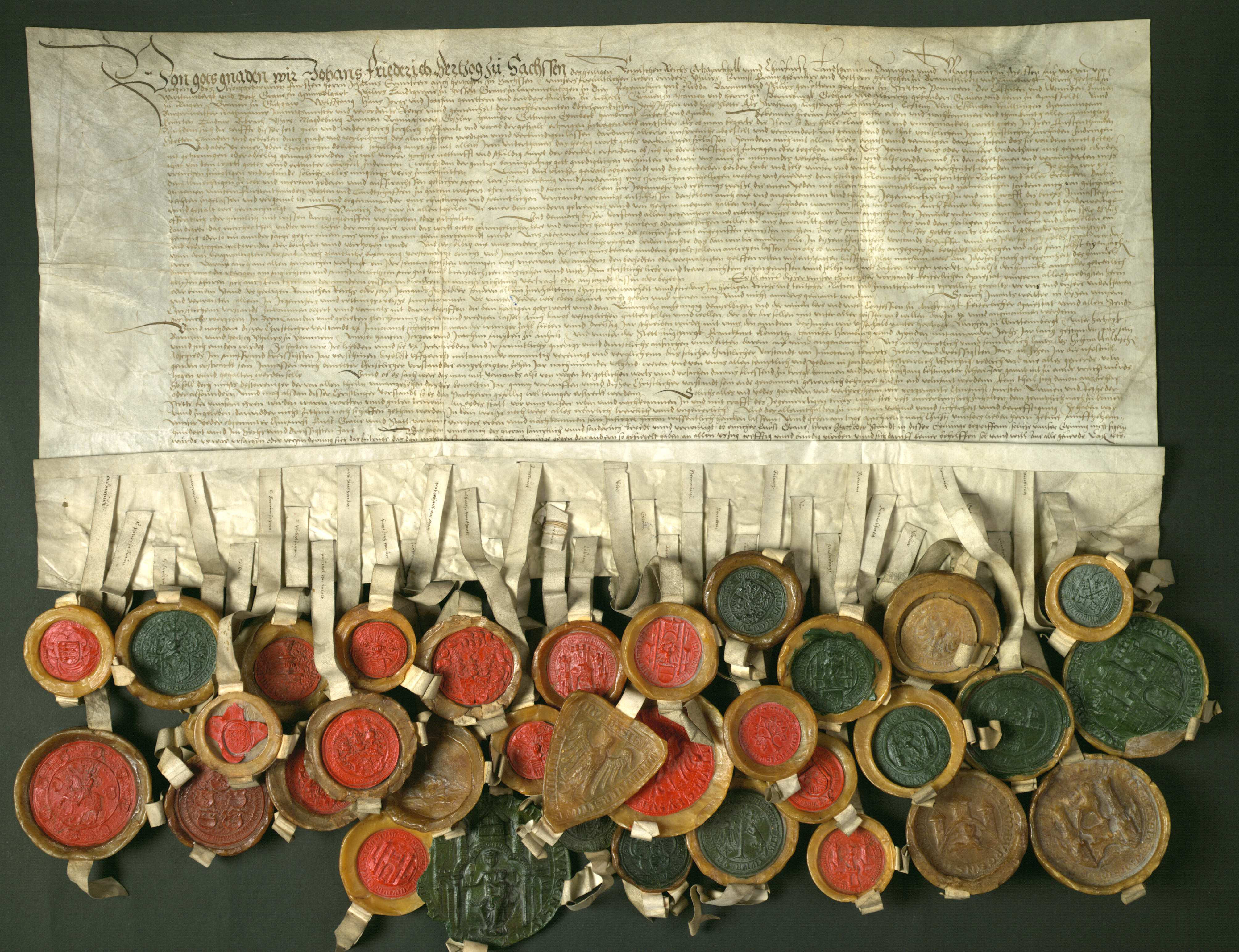
1536年的施馬爾卡爾登聯盟盟約

施马尔卡尔登联盟（德語：Schmalkaldischer Bund，拉丁語： 或 ）是在16世纪中期由神圣罗马帝国中信仰路德宗的诸侯所组成的军事防御联盟。該联盟最初于宗教改革开始后建立，其目的是出于宗教动机，但此后其成员逐渐希望它能够取代神圣罗马帝国。这一联盟虽然并非同类首创，但与之前的联盟（如托尔高联盟）不同，施马尔卡尔登联盟有足够的军事实力来保卫其政治和宗教利益。联盟的名称来自于图林根的城镇施马尔卡尔登。

## 起源和成员

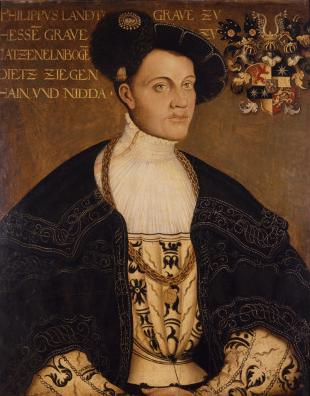
黑森的菲利普一世

施马尔卡尔登联盟于1531年2月27日 由当时实力最强的两大新教诸侯黑森伯爵菲利普一世和萨克森选帝侯约翰·弗里德里希一世正式建立。最初它是一个宗教防御联盟，倘若成员国领土受到神圣罗马帝国皇帝查理五世，其他成员国有义务出兵支援。在萨克森选帝侯的要求之下，只有接受《奥格斯堡信条》或《四城信条》才能成为联盟成员。这一要求确立了路德宗在德意志的统治地位，并将当时有一定势力的慈运理派排除在外。

由于同天主教会脱离能够带来显著的经济利益，施马尔卡尔登联盟的发展迅速越过了政治运动的边界。1535年12月，联盟决定接纳一切愿意接受奥格斯堡信纲的国家，由此安哈尔特、符腾堡、波美拉尼亚以及几个帝国自由市诸如奥格斯堡、美因河畔法兰克福和肯普滕都加入了联盟。

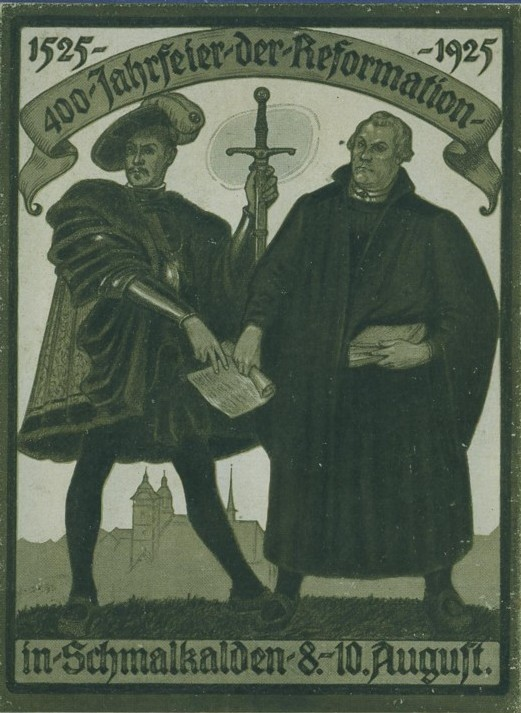
1925年为纪念施马尔卡尔登联盟400周年而创作的海报

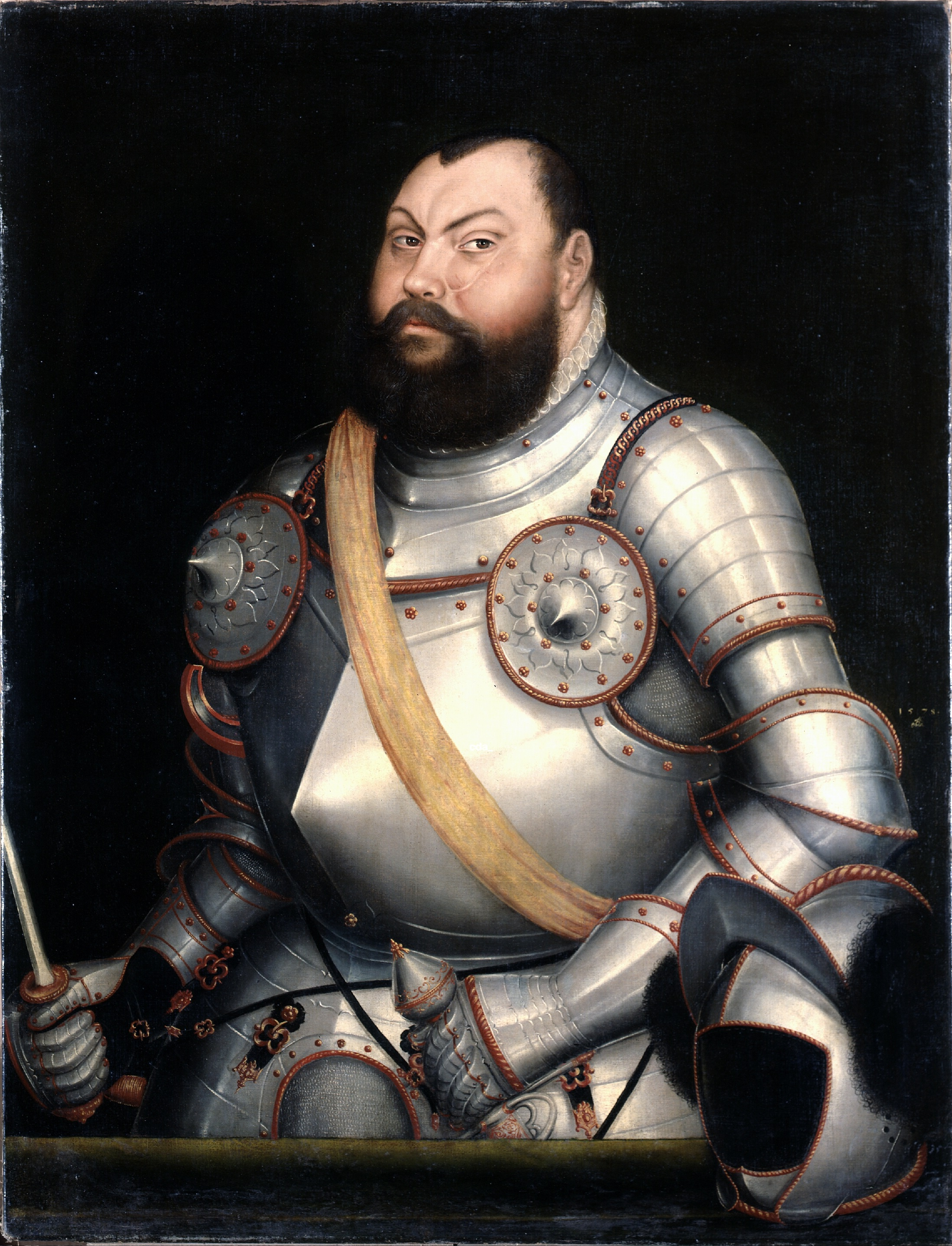
萨克森选帝侯约翰·弗里德里希一世，小卢卡斯·克拉纳赫作。

1535年，法国国王弗朗索瓦一世为抵抗哈布斯堡王朝而加入联盟，但后来由于内部宗教冲突而退出。苏莱曼大帝在外交上进行干涉，希望法国同联盟恢复关系，并至少向德意志诸侯寄出过一封书信，希望他们同弗朗索瓦一世联合抵抗查理五世。
1538年，施马尔卡尔登联盟与刚刚完成宗教改革的丹麦结盟。1539年，联盟吸纳了由约阿希姆二世·赫克托领导的勃兰登堡。1545年，联盟又吸纳了选帝侯弗里德里希三世治下的普法尔茨。1544年，丹麦同神圣罗马帝国签订《施派尔协约》，表示在克里斯蒂安三世在位期间丹麦将对神圣罗马帝国保持和平的外交政策。

## 活动
联盟的成员将提供10,000名步兵和2,000名骑兵用于防卫。他们鲜少直接对查理进行挑衅，但此外他们没收教廷土地，驱逐主教和天主教诸侯，并在德意志北部传播信义宗。马丁·路德准备在1537年的会议上向联盟提出一份更加严格的新教信纲——《施马尔卡尔登信纲》。他参加了这场会议，但在大部分时间内都受到肾结石的困扰；诸侯们还特地到路德居住的地方会面。虽然他们要求路德准备宗教论纲（后称《施马尔卡尔登论纲》），但在会议期间却并没有正式采纳之；不过在1580年，论纲还是被编入了德语和拉丁语译本及1584年莱比锡的拉丁官方版本《协合信经》中。
在十五年的时间里，由于查理忙于同法国和奥斯曼帝国作战，联盟没有受到任何挑战。奥斯曼-哈布斯堡战争从1526年持续到了1571年。1535年，查理成功征服突尼斯。弗朗索瓦一世为抵抗哈布斯堡王朝，同苏莱曼大帝结盟，形成了法国-奥斯曼帝国联盟。1535年至1538年在法国和神圣罗马帝国间展开的意大利战争由1538年的尼斯和约完结。在这段时间里查理同法国的最后一次战争——1542年至1544年意大利战争没有分出胜负，以克雷皮和约完结。

## 施马尔卡尔登战争

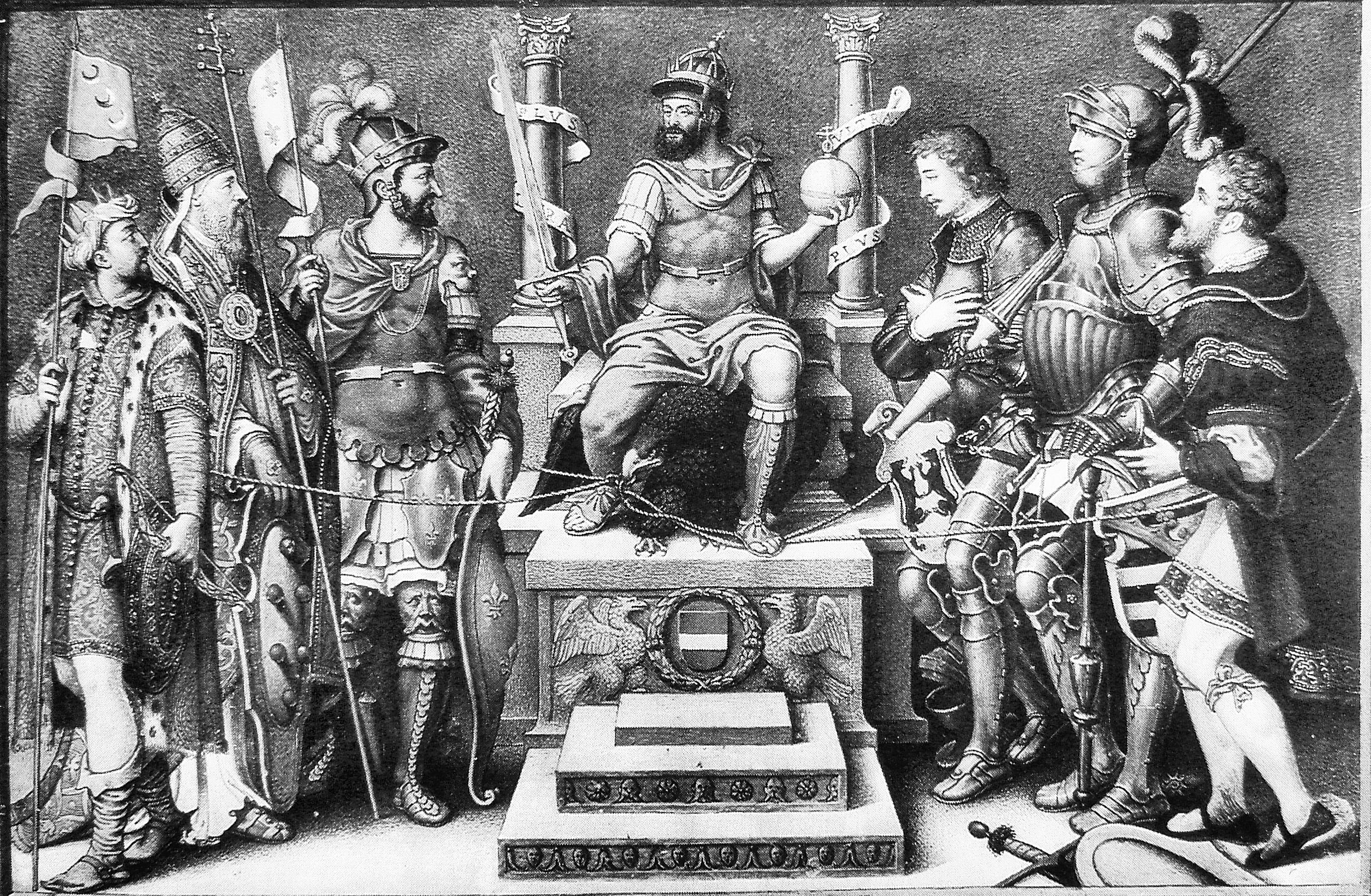
查理五世临驾于他的敌人之上（左起）：苏莱曼大帝、克雷芒七世、弗朗索瓦一世、克莱费伯爵、黑森伯爵、萨克森公爵。朱利奥·克洛维奥于16世纪中期作。

在同弗朗索瓦议和之后，查理开始专注于镇压帝国内的新教运动。从1546年至1547年，在施马尔卡尔登战争中，查理及其盟友同联盟为恩斯特系萨克森和阿尔布雷希特系萨克森的领土展开交战。虽然联盟在军力上占优，但其领袖却缺乏能力，并无法在战争计划上达成一致。虽然教宗保禄三世从帝国中撤军并将补贴金减半，在1547年4月24日，查理的帝国军队仍然在米尔贝格战役中击溃联盟军，并俘获了诸多联盟领袖，包括约翰·弗里德里希。菲利普试图进行谈判，但被查理拒绝，于是他也于5月投降。从理论上来说，三十个城市就此回归天主教，但事实上并非如此。这一战基本上奠定了查理在这一战争中的胜局：只有两座城市仍然在进行抵抗。许多诸侯和改革者（如马丁·比塞）则逃到了英格兰，并直接对英格兰宗教改革产生了影响。

## 第二次施馬爾卡爾登戰爭與结果
1548年，查理逼迫施马尔卡尔登联盟接受了《奥格斯堡临时敕令》中的条款。然而到了16世纪50年代，路德宗已经在中欧站稳了脚跟，凭皇帝的武力已经无法改变这一局面。藉著與法王亨利二世的聯盟（法國在1551年重新對查理五世開戰，最後一次的義大利戰爭於1559年才結束），1552年，與查理結盟的新任薩克森選侯莫里茨出乎意料的背叛了皇帝，並向皇帝發起進攻，開啟了「第二次施馬爾卡爾登戰爭」（1552-1555年）。新教势力的暴升與出乎意料的反擊，取得關鍵性的小胜，並迫使查理逃離蒂羅爾；疲于德意志地区三旬征战的查理，為了集中兵力對付法軍，决定對新教徒让步，签订了《帕绍合约》，给予新教徒一定的自由，并使查理在帝国内统一信仰的希望彻底破灭。三年之后的《奥格斯堡和约》则使路德宗在神圣罗马帝国中获得了正式的地位，诸侯可以自由选择其领地的宗教信仰。